# Minna Pfüller
Charlotte Wilhelmine Pfüller (* 19. Juli 1824 in Berlin; † 30. April 1907 in Zehlendorf, Provinz Brandenburg) war eine deutsche Porträtmalerin. 
Pfüller studierte bei Johann Samuel Otto (1798–1878), einem Lehrer der Berliner Akademie der Künste. Dort war sie seit 1844 auf Akademieausstellungen vertreten. Für ihre Bildnisse und Kopien war Pfüller am preußischen Hof besonders geschätzt. Insbesondere schuf sie Miniaturen. Als betagte Künstlerin galt sie als „Nestorin der Berliner Malerinnen“.

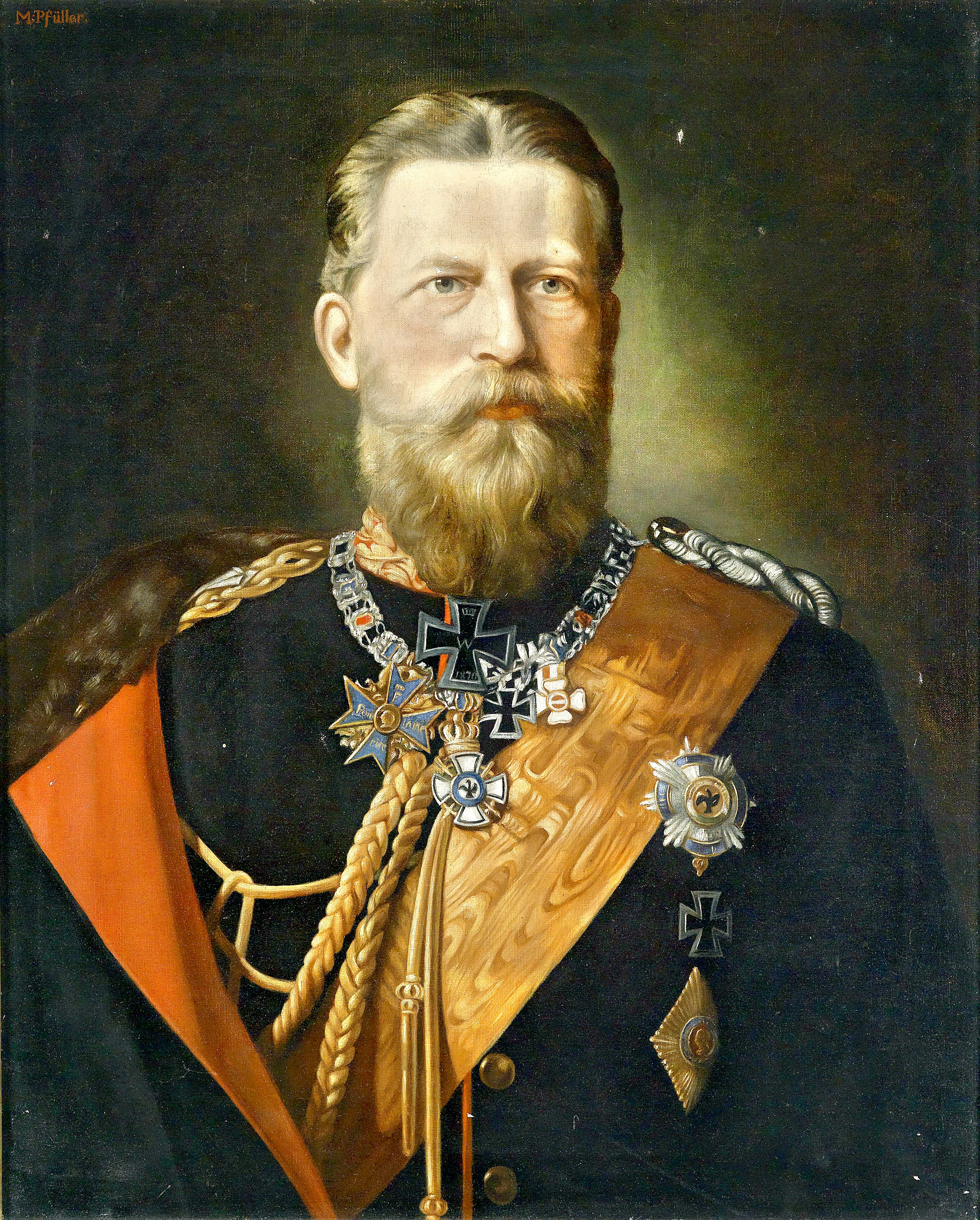
Kaiser Friedrich III.
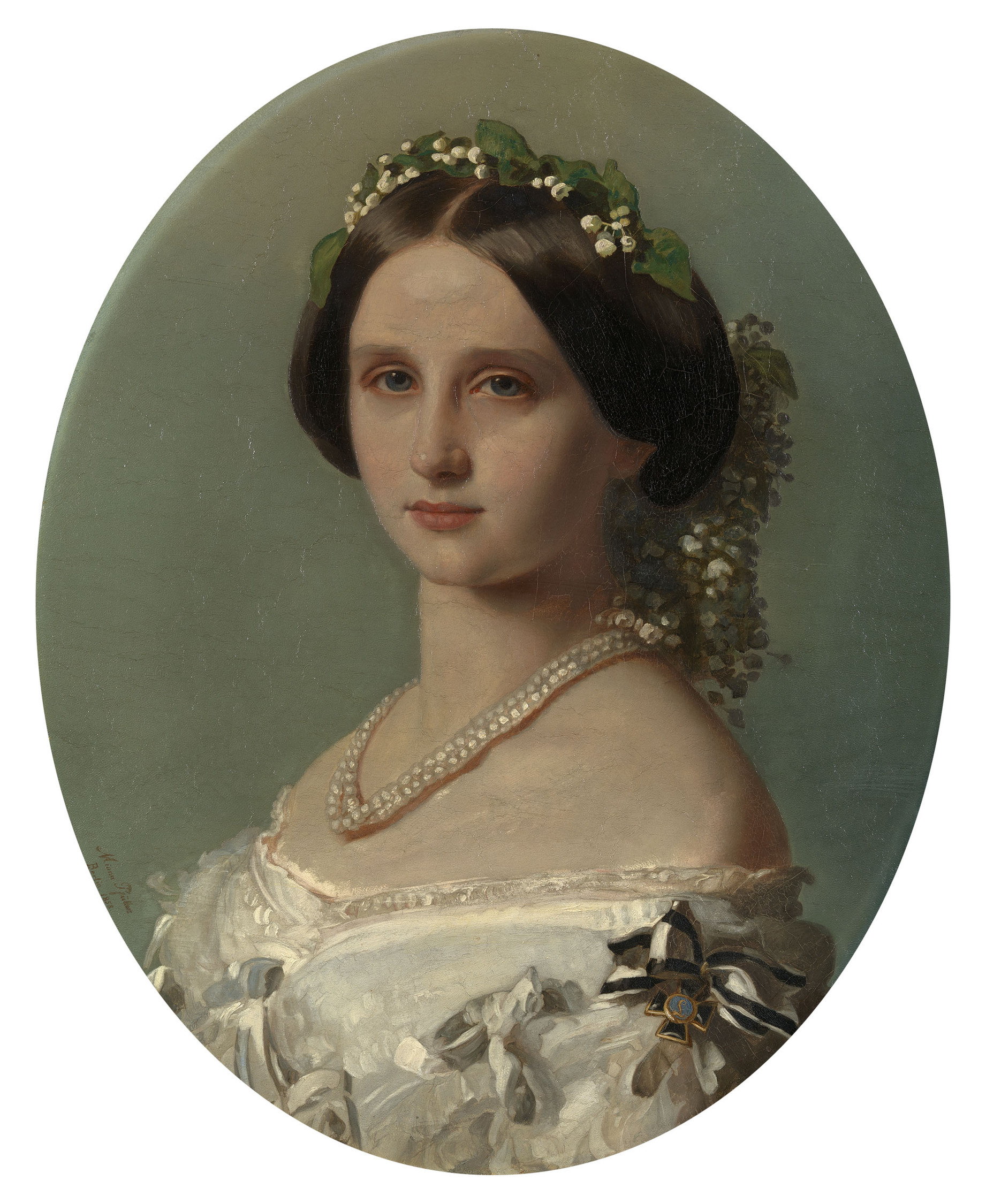
Luise von Preußen